# Zamach w Tazie (20 czerwca 2009)
Zamach bombowy w Tazie  miał miejsce 20 czerwca 2009 roku. W wyniku eksplozji zginęło 78 osób, a około 250 osób zostało rannych. Przez eksplozję w irackiej Tazie leżącej w pobliżu Kirkuku zniszczonych zostało 30 domów. Był to najpoważniejszy incydent terrorystyczny od 23 kwietnia 2009, kiedy w Bagdadzie zginęło 60 osób.

## Szczegóły zamachu
Atak terrorystyczny miał miejsce w pobliżu meczetu w dzielnicy mieszkalnej Tazy. Po detonacji bomby przez zamachowca-samobójcę, w ziemi powstał głęboki krater, a wybuch uszkodził 30 okolicznych budynków mieszkalnych. Eksplozja nastąpiła w południe, kiedy meczet pod którym wybuchała bomba był zapełniony z powodu odbywającego się tam nabożeństwa. Osoby ranne przewieziono do szpitala Azadi w Kirkuku.
Po zamachu Regionalny Rząd Kurdyjski ogłosił 15-dniową operację poszukiwania terrorystów i przestępców w prowincji At-Tamim.

## Reakcje
- Irak - Premier Nuri al-Maliki nazwał zamach okropnym przestępstwem, które miało na celu zburzenie bezpieczeństwa i stabilności oraz rozpowszechnienie nieufności wśród irackich sił.
- Kurdystan – Prezydent Regionalnego Rządu Kurdyjskiego Massoud Barzani potępił zamach mówiąc ten akt tchórzostwa miał na celu zakłóceniu braterstwu, pokoju i pokojowego współistnieniu między różnymi składnikami w Iraku. Zdecydowanie potępiamy ten czyn.
- Turcja - minister spraw zagranicznych zdecydowanie skrytykował zamach, natomiast tureckie MSZ wydało oświadczenie wyrażające głęboki smutek: Turcja przywiązuje wielką wagę do wysiłków na rzecz zapewnienia pokoju i stabilności w Iraku oraz w celu zapewnienia pokojowej atmosfery wśród różnych grup etnicznych i religijnych w Kirkuku. Zdecydowanie potępiamy ten haniebny atak. Pragniemy jeszcze raz powtórzyć, że Turcja przeciwstawia się wszelkim rodzajom terroryzmu, a naród turecki współczuje Irakijczykom, którzy stracili najbliższych w ataku. Jesteśmy gotowi podjęcia leczenia tych, którzy zostali ranni. Uwzględniamy wszystkie środki pomocy, w tym wysłanie medycznego śmigłowca do Iraku..
- Turkmński Front w Iraku – ugrupowanie ogłosiło trzy dni żałoby i wezwało do natychmiastowo postawienia przestępców przed sądem.